# Lübecker SV Gut Heil 1876
Lübecker SV Gut Heil 1876 is een Duitse sportclub uit Lübeck, Sleeswijk-Holstein. De club is actief in onder andere voetbal, badminton, gymnastiek, atletiek, handbal, tennis, tafeltennis, volleybal en andere sporten. 

## Geschiedenis
Op 16 juni 1876 splitsen 17 jonge turners zich af van de Lübecker Turnerschaft, een turnclub die al in 1854 opgericht werd. De nieuwe club heette TV Gut Heil  en werd opgericht omdat de leden het niet eens waren met een verhoging van de lidgeld. In 1892 begon de club ook met een jeugdafdeling en in 1898 met een meisjesafdeling. In 1898 werd de club ook actief in andere sporten. In 1913 volgde ook een voetbalafdeling. De club groeide en in 1923 waren er 1723 leden. In 1923 werd beslist dat turnclub en sportafdelingen in heel Duitsland gescheiden moesten worden waardoor Lübecker SV 1913 zelfstandig werd. In 1938 werd die regel ongedaan gemaakt en fuseerden vele clubs terug met hun oude partner, waaronder ook Lübecker SV en TV Gut Heil die nu de nieuwe, huidige, naam aannam. 

### Voetbal
De voetbalafdeling, die in 1913 opgericht werd, begon in 1917 in de Lübeckse stadscompetitie en werd meteen kampioen. Door de perikelen in de Eerste Wereldoorlog was er dat jaar geen verdere eindronde voor clubteams. Twee jaar later werd de club vicekampioen. Door een competitieherstructurering speelde de club het volgende seizoen niet in de hoogste klasse. In 1921 verdeelde de Noord-Duitse voetbalbond de clubs over vijf regio’s en Gut Heil werd vierde op zes clubs in de Ostkreisliga. In 1922 ging de club in de competitie van Lübeck-Mecklenburg spelen en werd daar vierde.
Door de Reinliche Scheidung trad de voetbalafdeling vanaf 1923/24 als Lübecker SV 1913 aan in de competitie. De club eindigde doorgaans in de middenmoot en eindigde nooit hoger dan de vierde plaats. Toen in 1933 de Gauliga Nordmark ingevoerd werd als nieuwe hoogste klasse kon de club zich hier niet voor plaatsen en slaagde er later ook niet meer in te promoveren.
Sinds 1938 speelt de voetbalafdeling opnieuw onder de naam Gut Heil, echter kon de club nooit meer uit de schaduw van succesvollere stadsrivalen VfB Lübeck en Phönix Lübeck treden. 